# Tiepu, Guangdong
Tiepu är en köping i sydöstra Kina. Den ligger i stadsdistriktet Xiangqiao i staden Chaozhou i provinsen Guangdong, omkring 360 kilometer öster om provinshuvudstaden Guangzhou. Antalet invånare är 35 104. Befolkningen består av 17 166 kvinnor och 17 938 män. Barn under 15 år utgör 16,0 %, vuxna 15-64 år 72 %, och äldre över 65 år 10,0 %.